# Esmond Knight
Esmond Penington Knight (East Sheen, 4 maggio 1906 – Londra, 23 febbraio 1987) è stato un attore britannico.

## Biografia
Attore teatrale, specializzato soprattutto in opere di Shakespeare, tra il 1928 e il 1987 apparve in numerosi film britannici, tra cui parecchi di Michael Powell ed Emeric Pressburger, e di Laurence Olivier. Fu anche il protagonista del film Vienna di Strauss (1934) di Alfred Hitchcock.

## Filmografia parziale

### Cinema
- 77 Park Lane, regia di Albert de Courville (1931)
- Vienna di Strauss (Waltzes from Vienna), regia di Alfred Hitchcock (1934)
- Crime Unlimited, regia di Ralph Ince (1935)
- Pagliacci, regia di Karl Grune (1936)
- The Vicar of Bray, regia di Henry Edwards (1937)
- Il mistero dell'arsenale (The Arsenal Stadium Mystery), regia di Thorold Dickinson (1939)
- Contrabbando (Contraband), regia di Michael Powell (1940)
- The Silver Fleet, regia di Vernon Sewell e Gordon Wellesley (1943)
- The Halfway House, regia di Basil Dearden (1944)
- Un racconto di Canterbury (A Canterbury Tale), regia di Michael Powell e Emeric Pressburger (1944)
- Enrico V (Henry V), regia di Laurence Olivier (1944)
- Narciso nero (Black Narcissus), regia di Michael Powell e Emeric Pressburger (1947)
- Scarpette rosse (The Red Shoes), regia di Michael Powell e Emeric Pressburger (1948)
- Amleto (Hamlet), regia di Laurence Olivier (1948)
- La volpe (Gone to Earth), regia di Michael Powell e Emeric Pressburger (1950)
- Il fiume (The River), regia di Jean Renoir (1951)
- Riccardo III (Richard III), regia di Laurence Olivier (1955)
- Elena di Troia (Helen of Troy), regia di Robert Wise (1956)
- Il principe e la ballerina (The Prince and the Showgirl) , regia di Laurence Olivier (1957)
- La battaglia del V-1 (The Battle of the V.1), regia di Vernon Sewell (1958)
- Affondate la Bismarck! (Sink the Bismarck!), regia di Lewis Gilbert (1960)
- L'occhio che uccide (Peeping Tom), regia di Michael Powell (1960)
- La spia che venne dal freddo (The Spy Who Came from the Cold), regia di Martin Ritt (1965)
- Dov'è Jack? (Where's Jack?), regia di James Clavell (1969)
- Anna dei mille giorni (Anne of the Thousand Days), regia di Charles Jarrott (1969)
- Il ragazzo che diventò giallo (The Boy Who Turned Yellow), regia di Michael Powell (1972)
- Robin e Marian (Robin and Marian), regia di Richard Lester (1976)
- L'elemento del crimine (Forbrydelsens element), regia di Lars von Trier (1984)
- Superman IV (Superman IV : The Quest for Peace), regia di Sidney J. Furie (1987)

### Televisione
- The Protectors – serie TV, episodio 1x11 (1964)
- L'uomo dalla maschera di ferro (The Man in the Iron Mask), regia di Mike Newell – film TV (1977)

## Doppiatori italiani
- Giorgio Capecchi in Enrico V, Scarpette rosse
- Gaetano Verna in Narciso nero
- Lauro Gazzolo in Amleto
- Cesare Fantoni in Elena di Troia
- Renzo Palmer ne L'occhio che uccide
- Giovanni Saccenti ne La spia che venne dal freddo
- Michele Kalamera ne L'elemento del crimine